# Lista episoadelor din Jurnalele vampirilor
Aceasta este o listă a episoadelor din The Vampire Diaries.

## Prezentare generală a sezoanelor
| Sezon | Sezon | Nr.episoade | Difuzare originală | Difuzare originală |
| Sezon | Sezon | Nr.episoade | Primul episod      | Ultimul episod     |
| ----- | ----- | ----------- | ------------------ | ------------------ |
|       | 1     | 22          | 10 septembrie 2009 | 13 mai 2010        |
|       | 2     | 22          | 9 septembrie 2010  | 12 mai 2011        |
|       | 3     | 22          | 15 septembrie 2011 | 10 mai 2012        |
|       | 4     | 23          | 11 octombrie 2012  | 16 mai 2013        |
|       | 5     | 22          | 3 octombrie 2013   | 15 mai 2014        |
|       | 6     | 23          | 2 octombrie 2014   | 14 mai 2015        |
|       | 7     | 22          | 8 octombrie 2015   | 13 mai 2016        |
|       | 8     | 16          | 21 octombrie 2016  | 10 martie 2017     |

## Sezonul 1

### Prezentare sumară
Patru luni după tragicul accident de masina în care le-au fost uciși părinții, Elena Gilbert ,în vârstă de 17 ani,  și  fratele ei, Jeremy,în vârstă de 15 ani, încă încearcă să se adapteze la noua lor viață. Elena a fost întotdeauna eleva populară, frumoasă, implicată în activitățile școlii și apropiată de prieteni, dar acum ea se trezește luptând să-și ascundă durerea de lume. Elena si Jeremy se mută cu mătușa lor cool-dar-copleșită ,Jenna, care face tot posibilul să fie un bun părinte înlocuitor.
Elena reușește să găsească puțin confort în cercul ei social (cea mai bună prietenă Bonnie, prie-dușmanca Caroline, și fostul iubit Matt), dar Jeremy este pe o cale mai periculoasă, legându-se de un anturaj suspect și folosind droguri pentru a-și ascunde durerea. Jeremy încearcă, de asemenea, să-și dea seama de ce sora lui Matt, Vicki, brusc îl respinge preferând să stea cu rivalul lui Jeremy, Tyler.
În anul școlar ce începe la Mystic Falls High School, Elena și prietenii ei sunt fascinati de un elev nou frumos și misterios, Stefan Salvatore. Stefan si Elena sunt imediat atrași unul de altul, deși Elena este nedumerită de comportamentul din ce în ce mai bizar al lui Stefan, atunci când acesta apare brusc la cimitirul unde părinții ei sunt îngropați. Ceea ce nu realizeaza este faptul că Stefan ascunde un secret întunecat, mortal despre sine - faptul că el este un vampir. La petrecerea cu foc de tabără din noaptea următoare, Elena și Stefan tocmai încearcau să se cunoască reciproc când haosul erupe, după ce Vicki este atacată și lăsată să sângereze de la o muscatura sălbatică la gât.
Temându-se că știe cine este responsabil pentru atac, Ștefan se întoarce acasă unde își găsește fratele mai mare, Damon, pe care el nu l-a văzut de 15 ani. Damon este, de asemenea, un vampir, iar cei doi frați au o istorie lungă și amară. Damon îl ridiculizează pe Stefan pentru că acesta respinge ceea ce este cu adevărat, moștenirea lor de violență și brutalitate, ducând o viață nepalpitantă. Totuși el înțelege scopul întoarcerii lui Stefan în MysticFalls, și înțelege obsesia fratelui său pentru Elena, deoarece ea arată exact ca o femeie pe care Stefan a iubit-o mult în urmă cu un secol; aceeași femeie de care era și Damon îndrăgostit. Acum, acești doi frați vampiri - unul bun, unul rău - sunt în război pentru sufletul Elenei si pentru sufletele prietenilor ei, familiei și ale tuturor locuitorilor din Mystic Falls, Virginia.

### Lista episoadelor
|     | |                            |                                                                          |                              |                      |
| Nr. | Titlu original | Titlu tradus               | Scriitori                                                                | Director(i)                  | Premiera (originală) |
| 1   | Pilot | Începutul                  | Kevin Williamson & Julie Plec                                            | Director:Marcos Siega        | Septembrie 10, 2009  |
| 1   | Patru luni după tragicul accident de masina în care le-au fost uciși părinții, Elena Gilbert ,în vârstă de 17 ani, și fratele ei, Jeremy,în vârstă de 15 ani, încă încearcă să se adapteze la noua lor viață. La începutul noului an școlar, Elena este fascinată de misteriosul nou student, Stefan Salvatore. Cei doi sunt imediat atrași unul de altul, neștiindu-se că Stefan este un vampir de peste o sută de ani. Când fratele lui Stefan, Damon. sosește în Mystic Falls, o veche rivalitate între cei doi începe, ceea ce poate fi o problemă pentru Elena și pentru oraș. |                            |                                                                          |                              |                      |
| 2   | The Night of the Comet | Noaptea Cometi             | Kevin Williamson & Julie Plec                                            | Director:Marcos Siega        | 17 septembrie 2009   |
| 2   | Cât Mystic Falls se prgătește de festivalul de celebrare a trecerii unei comete, Vicki e în spital recuperându-se după atacul ce cu greu și-l amintește. Stefan merge la spital și încearcă să își folosească abilitățile să fie sigur că Vicki nu își amintește ce s-a întâmplat cu adevărat, dar această încercare este întreruptă când Matt. fratele lui Vicki, vine la ea . Elena îl întâlnește pe Damon pentru prima oară, ce îi oferă informații surprinzătoare despre trecutul lui Stefan. |                            |                                                                          |                              |                      |
| 3   | Friday Night Bites | Mușcături Vineri Noapte    | Writer: Barbie Kligman & Bryan M. Holdman                                | Director: John Dahl          | 24 septembrie 2009   |
| 3   | Elena încearcă să ignore avertismentele lui Bonnie despre negativitatea simțită de aceasta provenind de la Stefan. Tyler încearcă să îl facă de râs pe Stefan aruncând în el o minge de fotbal, dar Stefan fără efort o prinde și o aruncă înapoi, impresionându-i pe toți cu abilitatea sa. Când Stefan dă o probă pentru echipă, Mr. Tanner fără tragere de inimă îl lasă pe Stefan să se alăture echipei de fotbal. Elena îi invită pe Stefan și Bonnie la cină, sperând că cei doi se vor apropia, dar seară este distrusă de neașteptata și nedorita sosire a lui Damon si Caroline. În final, orașul este șocat de un act de violență. |                            |                                                                          |                              |                      |
| 4   | Family Ties | Legături de Familie        | Writer: Andrew Kreisberg & Brian Young                                   | Director: Guy Ferland        | 1 octombrie 2009     |
| 4   | Elena îl roagă pe Stefan să o însoțească la anuala”Petrecere a Fondatorilor”din oraș. Vicki este acompaniată de Tyler, dar aceasa îl acuză că încearcă să ascundă relația lor de familia lui.Zach dezvăluie un util secret de familie pentru Stefan. La petrecere, Damon îi spune Elenei o poveste despre trecutul familiei Salvatore, lăsându-i Elenei întrebări la care Stefan refuză să îi răspundă. La sfârșit, Stefan ia acțiune să îl îndepărteze pe Damon din viața lui. |                            |                                                                          |                              |                      |
| 5   | You're Undead to Me | Ești un Vampir pentru Mine | Writer: Sean Reycraft & Gabrielle Stanton                                | Director: Kevin Bray         | 8 octombrie 2009     |
| 5   | Stefan este încrezător că planul său pentru a scăpa de Damon funcționează. Elena și Jenna sunt concentrate pe relația lui Jeremy cu Vicki. Stefan decide să îi dezvăluie părți din trecutul său Elenei. La o strângere de fonduri spălând mașini, Bonnie este surprinsă de abilitățile pe care ea nu știa că le posedă, și îi cere sfaturi bunicii ei. În cele din urmă, Elena aude o poveste tulburătoare cu privire la familia Salvatore care a avut loc în 1950, de la un străin care îi dă Elenei multe îndoieli cu privire la Stefan. |                            |                                                                          |                              |                      |
| 6   | Lost Girls | Fete Pierdute              | Writer: Kevin Williamson & Julie Plec                                    | Director:Marcos Siega        | 15 octombrie 2009    |
| 6   | Elena cere ca Stefan să îi explice evenimentele înfricoșătoare care s-au întâmplat în Mystic Falls. În flashback-uri, Stefan explică modul în care a început rivalitatea sa cu Damon. Înapoi în prezent, Damon preia impulsiv controlul asupra viitorului lui Vicki, iar o confuză și speriată Vicki fuge. În cele din urmă, șeriful Forbes și primarul Lockwood iau măsuri pentru a proteja orașul. |                            |                                                                          |                              |                      |
| 7   | Haunted | Bântuit                    | Writer: Kevin Williamson & Julie Plec (teleplay) Andrew Kreisberg(story) | Director:Ernest R. Dickerson | 29 octombrie 2009    |
| 7   | Cât comportamentul lui Vicki devine mai periculos, Stefan încearcă să o ajute. Elena încearcă să-l convingă pe Jeremy să stea departe de Vicki. Caroline îi oferă lui Bonnie un colier luat de la Damon să-l poarte cu costumul ei de Halloween, iar când Damon incearca sa-l ia înapoi, el este surprins de abilitatile lui Bonnie. Bonnie discută incidentul cu bunica ei și învață mai multe despre trecutul familiei sale. Încercarând să-i ridice moralul lui Vicki, Matt o ia la petrcerea liceului de Halloween cu tematică de casă bântuită, dar seara ia în curând o întorsătură terifiantă. |                            |                                                                          |                              |                      |
| 8   | 162 Candles | 162 de Lumânări            | Writer: Barbie Kligman & Gabrielle Stanton                               | Director: Rick Bota          | 5 noiembrie 2009     |
| 8   | De ziua lui, Stefan este surprins de o vizita de la Lexi, una dintre cele mai vechi prietene ale lui. Încă supărat pe evenimentele de la Halloween , Elena crede că e mai bine sa stea departe de Stefan, dar Lexi îi dă niște sfaturi despre cum trebuie să lupți pentru dragoste, și își modifică perspectiva.Elena și Jenna sunt surprinse de o schimbare în comportamentul lui Jeremy, care s-a schimbat în bine. La insistențele compulsive ale lui Damon, Caroline încearcă să ia medalionul înapoi de la Bonnie. În cele din urmă, oferta lui Damon pentru a o ajuta pe șerif Forbes are rezultate neașteptate și tragice. |                            |                                                                          |                              |                      |
| 9   | History Repeating | Istoria Repetându-se       | Writer: Bryan M. Holdman & Brian Young                                   | Director:Marcos Siega        | 12 noiembrie 2009    |
| 9   | Jeremy primeste o temă suplimentă de la misteriosul nou profesorul de istorie, Alaric Saltzman, și îl prezintă pe Alaric Jennei. Bonnie are vise terifiante despre una dintre strămoașele ei. În ciuda eforturilor Elenei de a calma lucrurile, Bonnie și Caroline continua să se certe pe medalion. Când fetele țin o sedinta de spiritism pentru a le ajuta să decidă ce să facă, rezultatele sunt străine decât oricare dintre ele s-ar fi așteptat. Matt vine în ajutorul lui Caroline, atunci când ea are nevoie de un prieten. Damon dezvăluie în cele din urmă lui Stefan motivul pentru care el a revenit la Mystic Falls: să o învie pe Catherine, închisă de o vrăjitoare într-un cavou de sub biserica arsă pentru a fi protejată de incendiu.                |                            |                                                                          |                              |                      |
| 10  | The Turning Point | Punctul de Cotitură        | Writer: Kevin Williamson & Julie Plec & Barbie Kligman                   | Director: J. Miller Tobin    | 19 noiembrie 2009    |
| 10  | Dupa ce a citit jurnalul lăsat de unul dintre strămoșii lui Gilbert, Jeremy este inspirat să se întoarcă la hobby-ul său de a desena creaturi fantastice, un talent pe care el l-a abandonat atunci când părinții săi au murit. Spre surpriza prietenilor lor, Matt și Caroline continua să stea împreună. Când șerif Forbes îi spune lui Damon că a existat un alt atac, el se oferă pentru a urmări criminalul și descoperă o bucată uimitore din puzzle, despre familii fondatoare ale orașului. Alaric intervine în a ajuta în timpul unei scene ciudate cu Jeremy, Tyler și primarul Lockwood. Stefan si Elena ajung la o nouă înțelegere, dar totul se schimbă când Elena face o descoperire devastatoare: Catherine, marea iubire a lui Stefan arată exact ca ea. |                            |                                                                          |                              |                      |
| 11  | Bloodlines | Legături de Sânge          | Writer: Kevin Williamson & Julie Plec (teleplay)Sean Reycraft (story)    | Director: David Barrett      | 21 ianuarie 2010     |
| 11  | Damon face o excursie la Georgia împreună cu Elena, unde întâlnește o veche prietenă vrăjitoare, Bree și cere ajutorul ei pentru a afla cum se deschide mormantul. În acest proces, Damon ajunge față în față cu cineva care este hotărât să-l facă să plătească pentru greșelile din trecut. Stefan o vizitează pe bunica lui Bonnie, încercând să o ajute pe Bonnie să depășească temerile ei și să-și accepte puterile . În timp ce cerceta pentru lucrarea sa de istorie în biblioteca publică, Jeremy întâlnește o fată drăguță, pe nume Anna, care are propriile sale teorii privind folclorul Mystic Falls-lui. Când Damon se întoarce de la Georgia, Stefan îl așteaptă cu știri care vor schimba lumea lor.                                                     |                            |                                                                          |                              |                      |
| 12  | Unpleasantville | Neplăcutorești             | Writer: Barbie Kligman & Brian Young                                     | Director: Liz Friedlander    | 28 ianuarie 2010     |
| 12  | Cât Stefan si Damon încearca să își dea seama de identitatea noului vampir din oraș, Stefan îi dă Elenei bijuterii umplute cu verbina pentru a-si proteja familia și prietenii ei. Matt își ia o slujbă la Mystic Grill, unde fosta stea a liceului la fotbal, Ben, lucrează ca barman. Ben vine în ajutorul lui Bonnie atunci când observă că Damon o deranjează. Damon și Stefan însoți de Elena merg la dansul de la școală cu tema anilor ”50, unde Alaric i se prezintă lui Damon. |                            |                                                                          |                              |                      |
| 13  | Children of the Damned | Copiii Răului              | Writer: Kevin Williamson & Julie Plec                                    | Director:Marcos Siega        | 4 februarie 2010     |
| 13  | In flashback-uri, Stefan și Damon își amintesc acțiunile de demult făcute de orășeni, inclusiv de tatăl lor, Giuseppe Salvatore și Pearl conducând la evenimentele devastatoare care au cauzat ruptura in relația lor. În prezent, întâlnire lui Bonnie cu Ben ia o intorsatura înfricoșătoare. Elena îl ajută pe Stefan ca el și Damon să găsească jurnalul lipsă care a fost scis de strămoșul Elenei. Stefan află motivul din spatele interesul lui Alaric pentru revistă și istoria orașului. Damon descoperă că o veche cunoștință a revenit în oraș cu o agendă pe care o înțelege. |                            |                                                                          |                              |                      |
| 14  | Fool Me Once | Prostește-mă O Dată        | Writer: Brett Conrad                                                     | Director:Marcos Siega        | 11 februarie 2010    |
| 14  | Stefan le ajută pe Elena și Bonnie într-o situație periculoasă. Jeremy se întâlnește cu Anna la o petrecere în pădure, fără să știe că ea are propriile sale motive pentru care dorește să-l întâlnească acolo. Când Stefan, Damon și Elena lucrează cu Bonnie și bunica ei pentru a deschide mormantul, toată lumea este șocată de ceea ce au descoperit. |                            |                                                                          |                              |                      |
| 15  | A Few Good Men | Câțiva Oameni Buni         | Writer: Brian Young                                                      | Director:Joshua Butler       | 25 martie 2010       |
| 15  | Matt și Caroline sunt surprinși de reapariția bruscă a mamei lui Matt Kelly . Stefan si Elena sunt îngrijorați noua atitudine a lui Damon. Damon este solicitat de către șeriful Forbes să ia parte la o licitație a burlacilor pentru o strângere de fonduri. Alaric descoperă secrete șocante din propriul trecut. Cu ajutorul Jennei și al lui Stefan, Elena este hotărâtă să afle tot ce se poate despre mama ei naturală, dar adevărul poate fi mai mult decât ea poate suporta. |                            |                                                                          |                              |                      |
| 16  | There Goes the Neighborhood | Acolo Merge Vecinătatea    | Writer: Bryan Oh & Andrew Chambliss                                      | Director: Kevin Bray         | 1 aprilie 2010       |
| 16  | Elena si Stefan merg la o dublă întâlnire incomodă cu Caroline si Matt, unde este evident că Matt și Elena, deși au un trecut comun, nu mai sunt decât prieteni.Stefan si Matt descoperă că au câteva lucruri în comun. Jenna se împacă cu vechiul ei prieten Kelly, iar relația lui Jeremy cu Anna ia o direcție neașteptată. |                            |                                                                          |                              |                      |
| 17  | Let The Right One In | Lasă-mă Să Intru           | Writer: Julie Plec and Brian Young                                       | Director:Dennis Smith        | 8 aprilie 2010       |
| 17  | Când Ștefan și Damon își fac un nou inamic periculos, Stefan se găsește brusc într-o situație periculoasă. Damon și Elena încerca să-l convingă pe Alaric sa lucreze cu ei pentru a-l ajuta pe Stefan. Matt speră că mama lui, Kelly, s-a întors pentru a rămâne. Dupa ce mașina ei se strică într-o furtună, Caroline face o descoperire îngrozitoare care șochează toată lumea din oraș. |                            |                                                                          |                              |                      |
| 18  | Under Control | Sub control                | Writer: Barbie Kligman & Andrew Chambliss                                | Director: David von Ancken   | 15 aprilie 2010      |
| 18  | În timp ce Stefan se luptă pentru a controla noua sa situație, Elena și Jeremy sunt surprinși de o vizita a unchiului lor, John Gilbert. Alaric are o discutie ciudată cu Elena despre Isobel. La evenimentul de ziua fondatorilor, Stefan afișează o atitudine rară de petrecăreț și încercarea lui Damon de a afla de ce unchiul John a revenit în oraș ia o intorsatura urata. Un incident la petrecerea cauzeaza probleme între Matt și Tyler, precum și relația dintre Matt și mama sa, Kelly, se strică din nou. Între timp, efortul Elenei de a-l proteja pe Jeremy se termină și el decide să ia problema în propriile mâini. |                            |                                                                          |                              |                      |
| 19  | Miss Mystic Falls | Regina Mystic Falls        | Writer: Bryan Oh & Caroline Dries                                        | Director:Marcos Siega        | 22 aprilie 2010      |
| 19  | La Ziua Galei Fondatorilor, Elena și Caroline concurează pentru titlul de "Miss Mystic Falls" împotriva altor fete din oraș, inclusiv Tina Fell și Amber Bradley. Elena e încântată să o aibe pe Bonnie înapoi în oraș, dar Bonnie are încă probleme în a lucra . Johnn Gilbert încearcă să îl intimideze pe Damon, dar planul său nu are efectul dorit. Damon descoperă că Stefan ascunde un secret periculos, care ar putea avea un impact asupra lumii din oraș |                            |                                                                          |                              |                      |
| 20  | Blood Brothers | Frați de Sânge             | Writer: Kevin Williamson & Julie Plec                                    | Director: Liz Friedlander    | 29 aprilie 2010      |
| 20  | În timp ce Stefan se lupta sa se impace cu trecutul său, atât el cât și Damon îi dezvăluie părți din istoria lor Elenei, până ce în cele din urmă ea află adevărul despre modul în care aceștia au devenit vampiri. Pearl are o confruntare urâtă cu John Gilbert. Damon și Alaric încercă să găsească o invenție misterioasă înainte să o facă John. Prietenia și flirtul dintre Jeremy și Anna continuă să crească. |                            |                                                                          |                              |                      |
| 21  | Isobel | Isobel                     | Writer: Caroline Dries & Brian Young                                     | Director: J. Miller Tobin    | Mai 6, 2010          |
| 21  | Isobel se întoarce în oraș și îl intrigă pe Alaric cu atitudinea ei. Ea dorește o întâlnire cu Elena. Când mama și fiica în sfârșit se revăd, Isobel refuză să îi răspundă Elenei la multe din întrebări, dar o pune pe această să găsească o invenție misterioasă a lui Johnathan Gilbert și să i-o aducă. Acțiunile periculoase ale lui Isobel îi îndrumă pe Stefan, Damon și Bonnie să o ajute pe Elena să iasă din această situație. |                            |                                                                          |                              |                      |
| 22  | Founder's Day | Ziua Fondatorilor          | Writer: Bryan Oh & Andrew Chambliss                                      | Director:Marcos Siega        | Mai 13, 2010         |
| 22  | Orașul este pregătit de Ziua Fondatorilor, când este aniversarea fondării orașului. Cu costume de epocă, amintind de Războiul Civil,și parade cu care alegorice, orașul este de asemenea umplut de durere când cineva moare. Între timp, secrete vor fi descoperite despre marele eveniment pe care l-a cunoscut orașul în 1864. În final, o persoană cu totul neașteptată revine în Mystic Falls pentru a crea groază și teroare. |                            |                                                                          |                              |                      |

### Claificarea episoadelor

#### După capitole
Capitolul I:
”Capitolul lui Vicki” (Ep 1-7.) 
Acest capitol se referă la întoarcerea Damon Salvatore și influența lui negativă asupra evenimentelor din oraș si în special asupra lui Vicki Donovan.
Principalul antagonist al acestui capitol este Damon Salvatore.
Capitolul II:
”Capitolul mormântului” (Ep 8-14.)
Acest capitol se referă la perioada de după moartea Vicki și descoperirea planului lui Damon : Deschiderea mormântul de vampiri de sub Bisericia Fell pentru a o elibera pe Katherine Pierce.
Principalii antagoniști din acest capitol sunt Damon Salvatore și Anna.
Capitolul III:
”Capitolul descendenței” (Ep 15-22.)
Acest capitol se referă la perioada de după deschiderea mormântului, eliberarea vampirilor din mormânt și adevărata linie parentală a Elenei.
Principalii antagoniști din acest capitol sunt John Gilbert, Isobel Saltzman și Katherine Pierce.

#### După antagonist
| Caracter         | Episoade | Apariția ca antagonist |
| ---------------- | --- | ---------------------- |
| Isobel Flemming  | A Few Good Men, Isobel | (2/4)                  |
| Stefan Salvatore | Miss Mystic Falls | (1/22)                 |
| Damon Salvatore  | Pilot, The Night of the Comet, Friday Night Bites, Family Ties, You're Undead to Me, Lost Girls, Haunted, 162 Candles, History Repeating | (9/22)                 |
| Katherine Pierce | Lost Girls, Children of the Damned, Founder's Day                                                                                        | (3/4)                  |
| Logan Fell       | Lost Girls, The Turning Point | (2/5)                  |
| Noah             | Unpleasantville | (1/3)                  |
| Anna             | Fool Me Once | (1/11)                 |
| Frederick        | There Goes the Neighborhood | (1/2)                  |
| Bethanne         | There Goes the Neighborhood | (1/2)                  |
| Tomb Vampires    | Let The Right One In | -                      |
| John Gilbert     | Under Control, Blood Brothers, Isobel, Founder's Day                                                                                     | (4/5)                  |
| Richard Lockwood | Founder's Day | (1/8)                  |
| Vicki Donovan    | Haunted | 1/7)                   |